# Барабанистът
„Барабанистът“ (на английски: Drumline) е американска тийнейджърска драма от 2002 г. на режисьора Чарлс Стоун, по сценарий на Тина Гордън Чисъм и Шон Шепс. Във филма участват Ник Кенън, Зоуи Салдана, Орландо Джоунс, Ленърд Робъртс и Джейсън Уийвър.